# Der Theaterprofessor
Der Theaterprofessor (Originaltitel: Speak Easily) ist eine US-amerikanische Filmkomödie aus dem Jahr 1932 von Edward Sedgwick mit Buster Keaton und Jimmy Durante in den Hauptrollen. Der Pre-Code-Film wurde von Metro-Goldwyn-Mayer produziert und basiert auf dem Roman Speak Easily von Clarence Budington Kelland, der auch das Drehbuch verfasste.

## Handlung

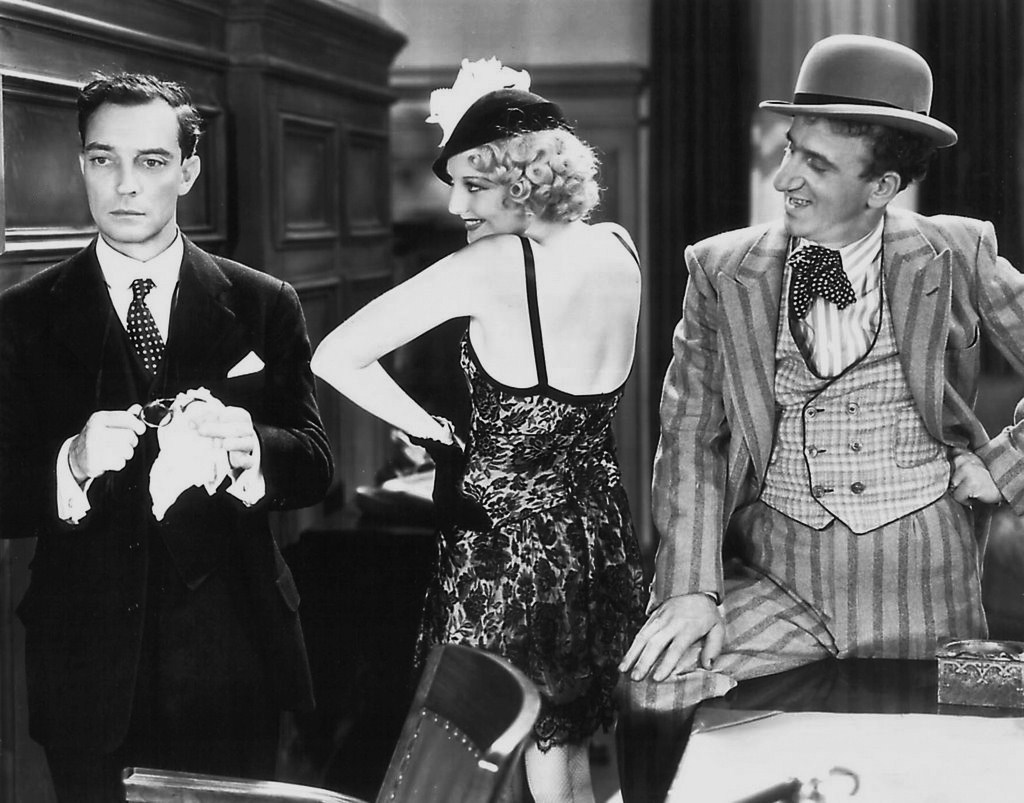
Szenenfoto mit Buster Keaton (li.), Thelma Todd und Jimmy Durante

Professor Timoleon Post ist ein schüchterner Professor für klassische Altertumswissenschaften am Potts College, der ein behütetes Leben führt und wenig Erfahrung mit dem Leben außerhalb der akademischen Welt hat. Sein Assistent Jenkins ist der Meinung, dass der Professor mehr von der realen Welt sehen sollte, und täuscht ihm vor, er habe 750.000 Dollar geerbt, wodurch der Professor endlich die akademische Welt verlassen kann.
Als Professor Post in einen Zug nach New York steigt, begegnet er James Dodge, dem Manager einer Tanzgruppe, die in der Provinzstadt Fish’s Switch auftritt. Der Professor verliebt sich in eine der Tänzerinnen, Pansy Peets, und steigt versehentlich bei Fish’s Switch aus, als er versucht, ihren Namen herauszufinden. Er besucht eine Aufführung der Tanzgruppe im örtlichen Theater und ist von ihrer Darbietung beeindruckt. Post unterstützt das Ensemble und nimmt es mit zu einem Auftritt am Broadway, allerdings erst, nachdem James darauf besteht, dass die Nummer auf ein höheres Niveau gebracht wird. Posts Vorschläge, sich vom antiken Griechenland inspirieren zu lassen, werden mit einigen geringfügigen Änderungen berücksichtigt und die Show wird in eine grandiose musikalische Revue verwandelt. Obwohl Post sich wünscht, dass Pansy die Hauptdarstellerin ist, wird die Show schnell zu einem Starvehikel für die verwöhnte Schauspielerin Eleanor Espere, die versucht, den Professor für sich zu gewinnen und die totale Kontrolle über die Show und das Geld zu übernehmen, das sie bei ihrem Debüt voraussichtlich einbringen wird. Pansy versucht, den Professor vor Eleanors schlechtem Einfluss zu warnen, mit gemischtem Erfolg.
Am Premierenabend der Show entdeckt James, dass Post die 750.000 Dollar, die er zu besitzen glaubt, nicht wirklich besitzt, und versucht, ihn von der Produktion fernzuhalten, damit die Gläubiger ihn nicht finden. Der Professor stolpert auf die Bühne und vollführt an mehreren Stellen unbeholfene Akrobatikeinlagen, was das Publikum, das dies für Teil der Show hält, amüsiert und den Erfolg der Show sichert. Seine Mätzchen führen jedoch dazu, dass Eleanor einen Wutanfall bekommt und einen großen Abgang macht. Post kann Pansy nun endlich seine Liebe gestehen.

## Hintergrund
Gedreht wurde der Film von Mitte Mai bis Anfang Juni in den MGM-Studios in Culver City. Die Bahnhofsszenen entstanden im Bahnhof von Chatsworth.
Verzögerungen bei der Produktion dieses Films führten zu erhöhten Produktionskosten, die schließlich zu einem Verlust von 33.000 Dollar (2024: ca. 755.000 Dollar) bei dem Film führten. Wegen des Verlustes zwang MGM-Produktionsleiter Irving Thalberg Buster Keaton, eine Gehaltskürzung von 30 % bei seinem nächsten Film Bier her! hinzunehmen, um die Kosten des Studios auszugleichen.
Cedric Gibbons oblag die künstlerische Leitung. Gilbert Adrian war für das Kostümbild zuständig. Verantwortlicher Toningenieur war Douglas Shearer. Neben seiner Rolle arbeitete Edward Brophy zudem als Produktionsmanager. Casting-Director Benjamin Thau.

## Veröffentlichung
Die Premiere des Films fand am 13. August 1932 statt. Im Deutschen Reich kam er am 8. Januar 1934 in die Kinos.

## Kritiken
Der Filmkritiken-Aggregator Rotten Tomatoes hat in einer Auswertung ein Publikumsergebnis von 26 Prozent positiver Bewertungen ermittelt.
Die zeitgenössischen Kritiken fielen gemischt aus. Mordaunt Hall von der The New York Times beschrieb den Film als rauflustigen Spaß, in dem Buster Keaton in seiner Rolle sehr überzeugend sei, wenn auch seine Zeilen, selbst für diese turbulente Geschichte, hätten besser geschrieben sein können. Jimmy Durante, ruppig und heiser, mache das Beste aus seiner Rolle.
Pare Lorentz schrieb in der Vanity Fair, dass Keaton leider viel zu viel zu sagen habe und das allein sehr unlustig sei, ganz zu schweigen davon, dass die Zeilen langweilig und mühsam seien.